# Gottfried Wilhelm Völcker

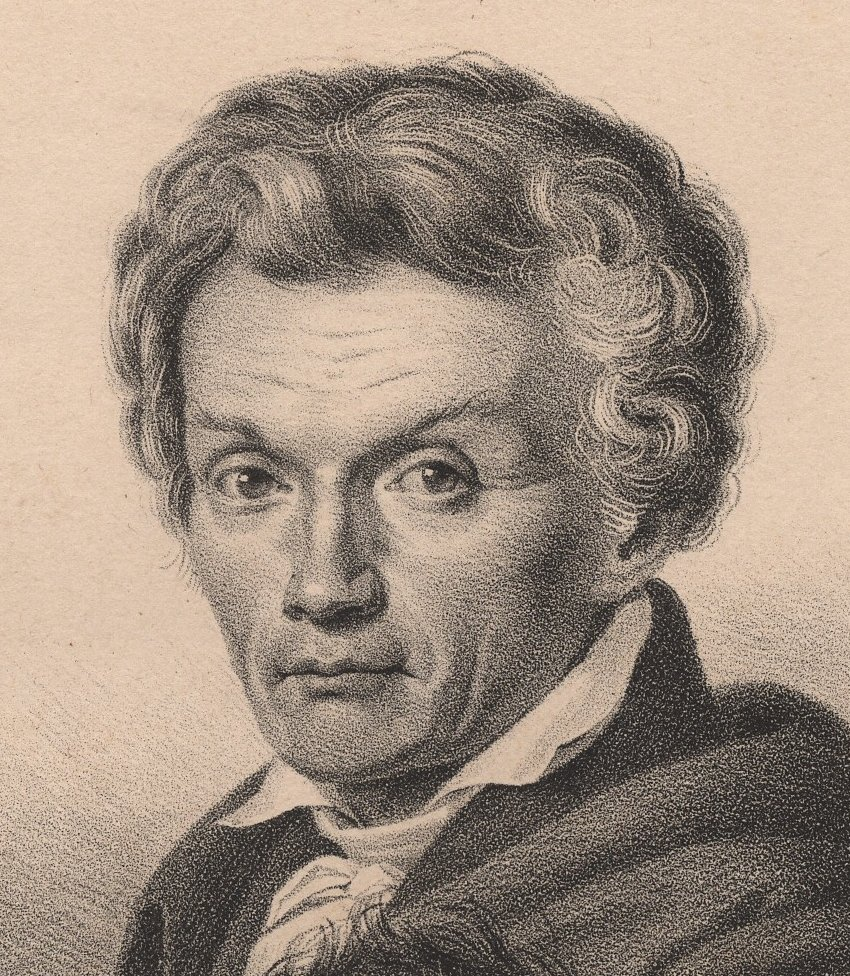
Gottfried Wilhelm Völcker, Porträt um 1830

Gottfried Wilhelm Völcker (* 23. März 1775 in Berlin; † 1. November 1849 ebenda) war ein deutscher Blumenmaler und einer der Direktoren der Königlichen Porzellan-Manufaktur (KPM) in Berlin.

## Leben und Wirken
Völcker erhielt eine Ausbildung zum Porzellanmaler in der Königlichen Porzellan-Manufaktur, im Berliner Produktionsgebäude Leipziger Straße 4. Als Nachfolger seines Lehrers Johann Friedrich Schulze übernahm er 1803 die Leitung der Blumenmalerei und ab 1825 zudem die Leitung des Figurenfaches. Von 1833 bis 1848 war er Direktor der gesamten Porzellanmanufaktur.
Im Jahr 1811 wurde Völcker Professor und erhielt die Mitgliedschaft an der Königlich Preussischen Akademie der Künste in Berlin und von 1814 bis 1846 im Berliner Künstlerverein. Studienreisen führten ihn 1821 nach Wien, 1823 nach Paris und 1825 nach Holland.
Völcker war vor allem als Porzellanmaler tätig, malte aber auch naturalistische Abbildungen von Blumen- und Früchtestillleben in Öl und Aquarell. Mit seinen Werken nahm er seit 1794 regelmäßig an den Berliner Akademieausstellungen teil. Zudem arbeitete er häufig mit Friedrich August von Kloeber zusammen, der ebenfalls zahlreiche Bildmotive für die Königliche Porzellan-Manufaktur schuf. Auch sein Sohn Friedrich Wilhelm (1799–1870) wurde als Maler bekannt.

## Auszeichnungen
- 1832 Roter Adlerorden IV. Klasse
- 1839 Roter Adlerorden III. Klasse mit Schleife
- 1847 Ernennung zum Geheimen Hofrat

## Werke (Auswahl)
- 1801 Blumenstillleben mit Rittersporn, Rosen, Mohnblumen, Flieder, Narzissen, Tulpen und Schlüsselblumen
- 1811 Stillleben mit Rosen, Flieder, Tulpe und Hortensie
- 1815 Blumenstrauß in einer Vase (Gemälde im Schloss Glienicke, Berlin)
- 1818 Großer Blumenstrauß in einer Vase
- 1823 Blumenstillleben
- 1827 Stillleben mit Fruchtkorb
- 1828 Blumen in Kristallvase
- 1833 Pausias mit dem Blumenmädchen (Figuren von Friedrich August von Kloeber), Marmorpalais, Potsdam
- 1842 Tischplatte mit einer Fülle von Blumen, Staatliches Museum Schwerin[1]
- 1847 Stillleben mit einem Arrangement aus Blumen, Früchten und einem Maiskolben auf einer Steinplatte
- 1847 Stillleben mit einem Arrangement verschiedener Blumen (Iris, Pantoffelblumen, Aurikel, Taglilien, Glockenblumen, Stiefmütterchen und Levkojen werden von vielfältigen Rosensorten dominiert). Angefertigt für die Wohnung der Königin Elisabeth Ludovika im Schloss Charlottenburg, Berlin.

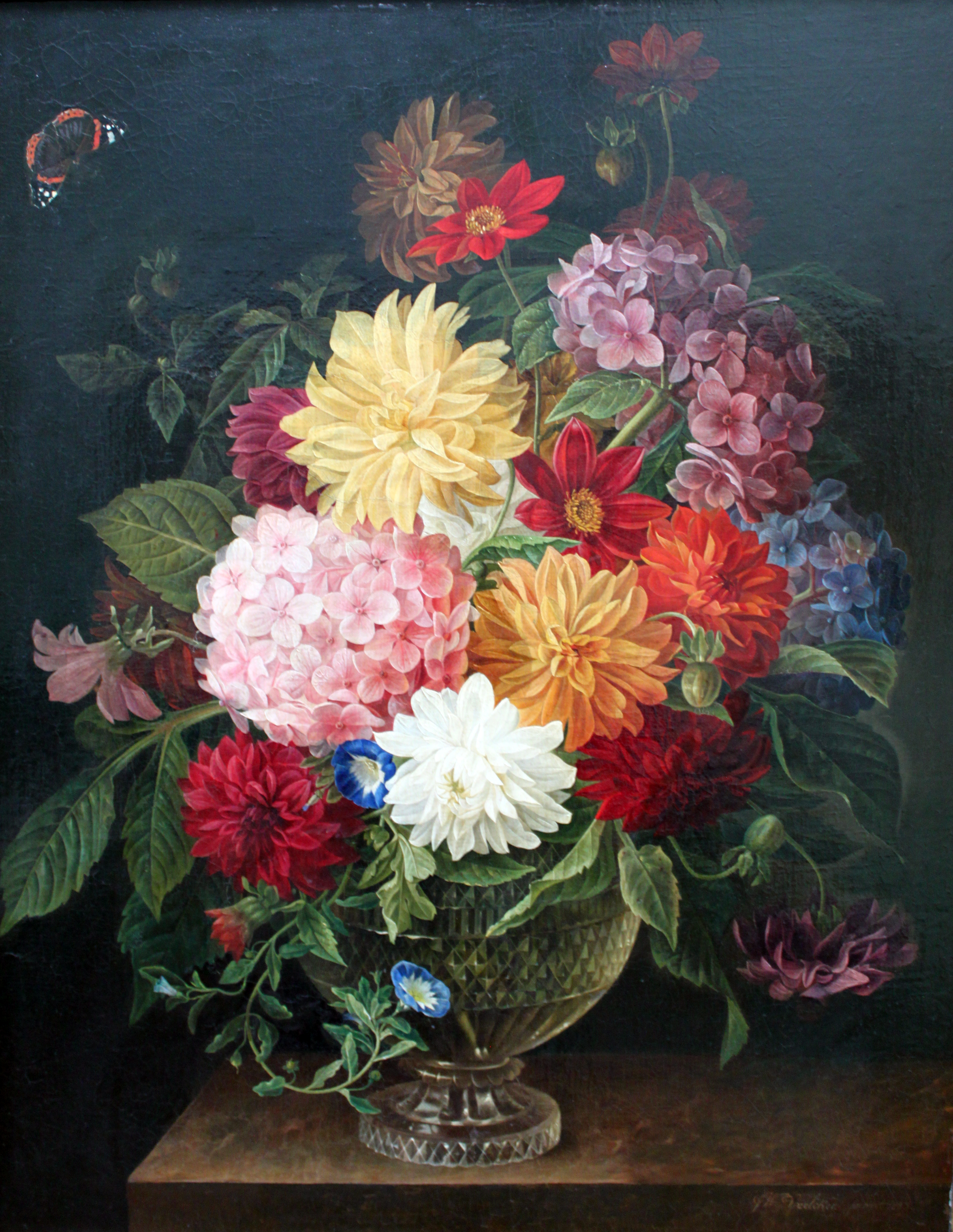
Blumenstillleben, 1823, Alte Nationalgalerie Berlin
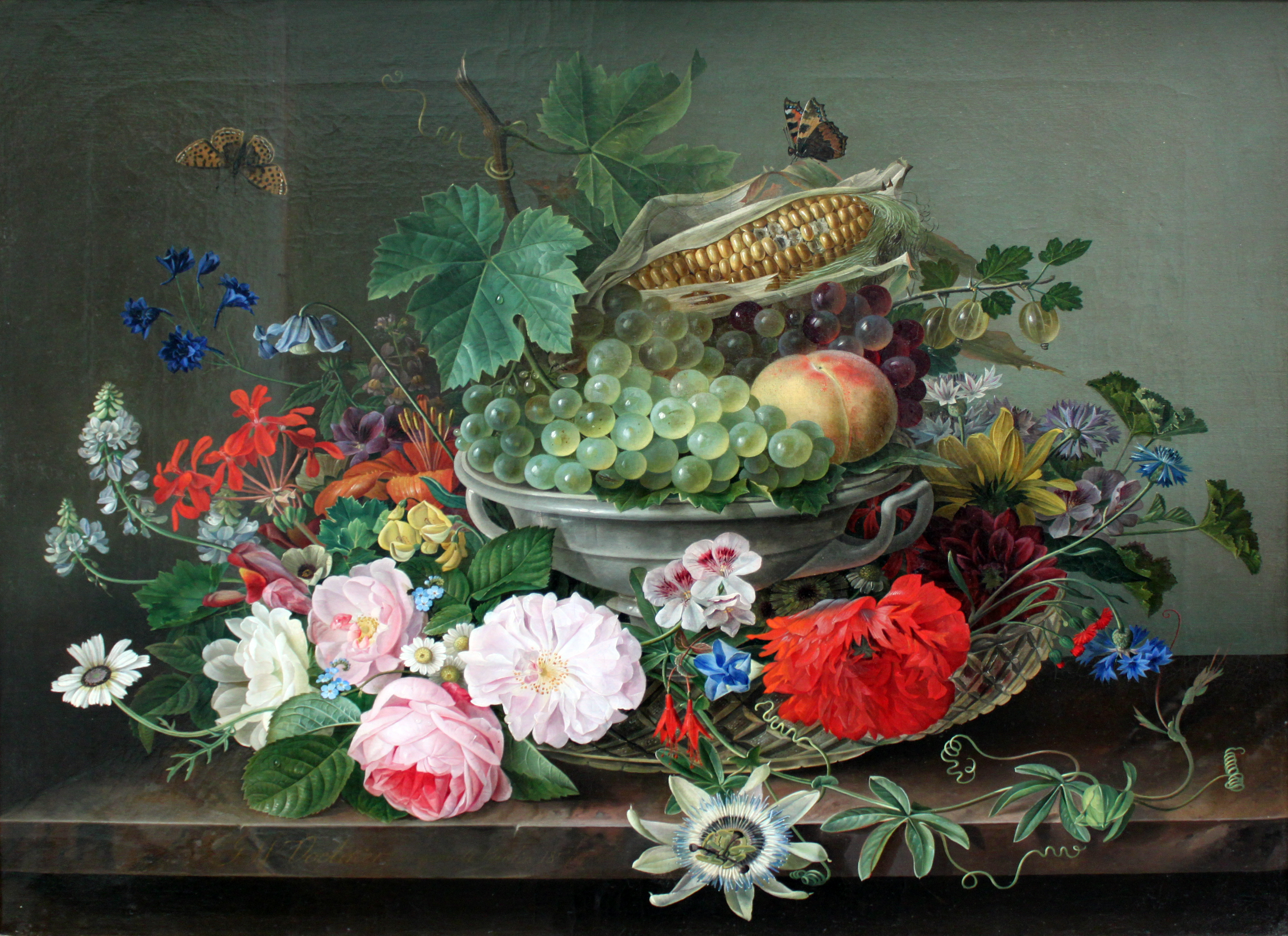
Stillleben mit Fruchtkorb, 1827, Alte Nationalgalerie Berlin
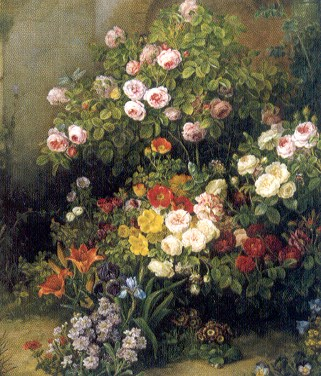
Stillleben mit einem Arrangement verschiedener Blumen, 1847